# Цистинурия
Цистинурия — наследственное заболевание из группы первичных тубулопатий, наследуется по аутосомно-рецессивному типу.
Все типы цистинурии развиваются при мутациях гена SLC3A1.
Частота встречаемости — 1:20000.

## Патогенез
В основе заболевания лежит нарушение транспорта цистина в слизистой оболочке тонкой кишки и в почечных канальцах. Есть 3 типа цистинурии:
- 1 тип — отсутствие транспорта цистина и диаминомонокарбоновых аминокислот в кишечнике.
- 2 тип — снижение до 50 % транспорта цистина в почках и полное отсутствие транспорта диаминомонокарбоновых аминокислот в кишечнике и почках.
- 3 тип — снижение транспорта этих аминокислот в почках при нормальном их всасывании в кишечнике.

## Клиника
Чаще всего начало клинических проявлений с 10-20 летнего возраста. Проявлениями могут быть боли в животе,
приступы почечной колики, нарушения уродинамики, артериальная гипертензия, отставание в физическом развитии. В анализах: кристаллы цистина в моче при микроскопии, выявление аминоацидурии при хроматографии мочи.

## Диагноз и дифдиагноз
Диагноз выставляется только при количественном определении цистина в крови и моче.
Дифференцируют цистинурию с пиелонефритом, интерстициальным нефритом, нефролитиазом, аминоацидурией, ХПН.

## Лечение
Режим активный. Диета картофельная, с ограничением серусодержащих белков, ограничение в пище метионина. Увеличение питьевого режима. Щелочное питье (рН мочи необходимо поддерживать на уровне 7,5). Тиопронин 400-1200 мг/сутки или D-пеницилламин 0,5-2 г/сутки.